# Ghawar
Ghawar (arapski: الغوار) - je naftno polje koje se nalazi u pokrajini Al-Ahsi, Istočna provincija, Saudijska Arabija. Dužinom od 280 km i širinom od 30 km, to je najveće naftno polje na svijetu, i iz njega se crpi više od polovice ukupne proizvodnje nafte u Saudijskoj Arabiji. Ghawar je u potpunosti u vlasništvu i pod upravljanjem državne naftne kompanije  "Saudi Aramco". Relativno malo tehničkih informacija o polju je dostupno bududući da tvrtka i vlada Saudijske Arabije strogo paze na iskoristivost polja. Dostupne informacije su u osnovi bazirane na povijesnim (do nacionalizacije) tehničkim publikacijama.

## Povijest
Ghawar je podijeljen na pet proizvodnih prostora, sa sjevera na jug: 'Ain dar i Shedgum, 'Uthmaniyah, Hawiyah i Haradh. Osnovno crpilište, oaza Al-Аhsа i grada Al-Hofuf su na istočnom krilu naftnog polja Ghawar. 
Ghawar je otkriven 1948. godine i pušten je u rad u 1951.
 Neki izvori tvrde da je Ghawar dosegnuo svoj vrhunac 2005., iako su tu informaciju pobili vlasnici polja.
"Saudi Aramco"  je sredinom 2008 godine izvijestio da je prema njihovom proračunu iz Ghawar naftnog polja do tada iscrpljeno 48% zaliha.

## Proizvodnja
Oko 60-65% sve saudijske nafte proizvedene u razdoblju između 1948. i 2000. godine došlo je iz polja Ghawar. Akumulirana proizvodnja do početku 2010. godine premašila je 65 milijardi barela (1.03×1010 m3). Procijenjeno je da je Ghawar proizvodio oko 5 milijuna barela (790,000 m3) nafte dnevno (6,25% svjetske proizvodnje) u 2009.
Ghawar također crpi oko 2 milijarde kubnih metara (57,000,000 m3) prirodnog plina dnevno.
Vlasnici potiču proizvodnju ubrizgivanjem vode u bušotinu, koristeći morsku vodu u količini od oko 7 milijuna Gal./dan. Ubrizgivanje vode započelo je 1965. godine. U 2003. goidini iznosilo je oko 32%, dok je prije variralo između 27% i 38%, u razdoblju između 1993 i 2003 godine. 